# Петька и Василий Иванович спасают галактику
Петька и Василий Иванович спасают галактику — компьютерная игра в жанре юмористического графического квеста, разработанная компанией S.K.I.F. и выпущенная компанией «Бука» в ноябре 1998 года для Microsoft Windows, а также 11 сентября 2014 для устройств Android. Стала родоначальником целой одноимённой серии.
16 февраля 2016 года было выпущено переиздание для современных версий операционной системы Windows и широкоформатных мониторов под названием «Петька и Василий Иванович: Перезагрузка», также доступное с английскими субтитрами под названием Red Comrades Save the Galaxy: Reloaded.

## Сюжет
Давным-давно через Солнечную систему пролетал огромный космический корабль. По непонятным причинам корабль вышел из строя и встал на орбиту Земли. Так у Земли появился спутник — Луна. Большинство инопланетян, находившихся на корабле, погибают, выживают лишь те, кто в тот момент находился в анабиотическом сне. И они так и спали бы вечно, если бы на Земле в России не грянула Октябрьская революция. Пьяные матросы, возвещая штурм Зимнего дворца, выстрелили из пушки крейсера Аврора и угодили прямо в Луну. Отказавшие тысячи лет назад механизмы корабля активировались и пробудили инопланетян. Оглядевшись и поняв всю безвыходность своего положения, инопланетяне решают завоевать Землю. При разработке плана вторжения пришельцы обнаруживают важную стратегическую позицию, деревню Гадюкино, на что недвусмысленно намекает надпись на указателе: «Гадюкино — пупъ Земли». Естественно, именно с захвата этого стратегического центра они и намереваются начать завоевание.
В это время на Земле, в России, уже полным ходом идёт Гражданская война. Деревню Гадюкино разделяет линия фронта, проходящая по реке Урал, где с одной стороны расположился знаменитый комдив Чапаев со своей дивизией, а с другой — недобитые белогвардейские генералы с остатками своих войск. Именно в этой обстановке инопланетяне начинают вторжение. А накануне кто-то выкрал средь бела дня из штаба «красных» знамя полка. Василий Иванович вместе с Петькой решает пробраться на территорию белых, вернуть знамя и отомстить за поруганную честь дивизии.

## Геймплей
В игре присутствует управление разнообразными курсорами, с основными действиями «идти» и «посмотреть» (они выбираются по умолчанию, как в системе point-and-click). Три оставшихся действия («поговорить», «взять» и «использовать») доступны из мини-меню, оформленного в виде Красногвардейской звезды, и открываются в точке экрана по клику правой кнопкой мыши. Там же присутствует меню инвентаря в виде чемодана. Оно представляет собой содержимое чемодана, с ещё тремя опциями на крышке: карта Гадюкино (для быстрого перемещения по локациям), фотография Чапаева (применить Василия Ивановича на предмет, в том числе и в инвентаре) и флоппи-диск (экран с настройками — также доступен при нажатии клавиши Escape). Герои двигаются в нескольких заданных анимацией позах, при общении с некоторыми персонажами присутствует ветвящийся (2 реплики и более, максимум — 4) диалог. При мини-играх присутствуют и иные, одноразовые виды интерфейса.
В «Перезагрузке» появилась возможность переключения между классической и унитарной системами интерфейса. При выборе последней, мини-меню (которое было перерисовано) выбирается зажатием щелчка на экране, а действие — дальнейшим проведением пальца по кругу. Инвентарь выводится при сведении-разведении пальцев в разные стороны. Это меню действует только на сенсорных экранах (хотя опция переключения доступна для всех устройств).

## Локации
Игра разделена на три части:
Первая часть — Гадюкино
Гадюкино — деревня, в которой разворачиваются начальные действия игры. Задача героев — попасть на сторону к белякам. Управление ведётся от Петьки и Чапая.
Вторая часть — Город
Вторая половина Гадюкино под контролем беляков. Задача героев — выяснить, где находится знамя полка. Управление ведётся от Анки, а позже — от Петьки и Чапая.
Третья часть — Луна
Инопланетный корабль — Луна. Задача героев — используя машину времени, предотвратить трагические последствия. Управление ведётся от Петьки и Чапая.

### Персонажи
- Петька и Василий Иванович — протагонисты.
- Анка-пулемётчица — главный персонаж, на протяжении сюжета появляется несколько раз, в части сюжета ей можно управлять.
- Фурманов — политрук дивизии ВИЧа, убит инопланетянами и сымитирован главным злодеем.
- Лже-Фурманов — главарь инопланетян, сымитировал Фурманова, из-за чего и вызвал временное доверие у героев. Под его руководством было украдено знамя.

## Озвучивание
| Актёр              | Роль                    |
| ------------------ | ----------------------- |
| Борис Линников     | Петька                  |
| Александр Пожаров  | Василий Иванович Чапаев |
| Екатерина Тенета   | Анка                    |
| Евгений Кондратьев | Фурманов                |

## Разработка
Идея создания квеста про Петьку и Василия Ивановича возникла в начале 1996 года. Редакция электронного журнала SBG Magazine задумалась о том, что такое «идеальный квест» и какая компания могла бы его выпустить. В результате обсуждений было решено разработать собственный квест (согласно Вячеславу Письменному, «рассуждали о том, кто делает лучшие квесты: Lucas Arts, Sierra, Microprose, Virgin или кто-то совсем другой? И тут возникла шальная мысль – а что, если этот «кто-то совсем другой» — мы?»), а протагонистами игры выбрали полюбившихся народу героев анекдотов — Василия Ивановича Чапаева, Петьку и Анку. Спустя некоторое время, в середине 1996 года разработка пошла полным ходом. Сценаристом игры стал Вячеслав Письменный, главным художником — Олег Захаров. В разработке был занят весь коллектив редакции.
По словам главного художника Олега Захарова в графике сразу были заложены определённые цвета, которые конкретно воздействуют на психику человека таким образом, что ему это нравится. Позитивные оранжевые, жёлтые, зелёные оттенки, причём зелёный цвет использован с длиной волны 555 нм, специально воздействующий на глаза таким образом, что глаза отдыхают, приятно смотреть. Кроме того в игру включены сублиминальные сексуальные символы, которые также воздействуют на психику игрока.
В декабре 1997 года в выпуске SBG Magazine #7’97 редакция официально анонсировала игру «Петька и Василий Иванович спасают галактику». Главная статья номера содержала краткое содержание сюжета игры и полтора десятка скриншотов, часть статьи была посвящена процессу разработки игры («Рождение Хита или Как Сделать Quest За 9 Месяцев…»). Помимо этого, сценарист Вячеслав Письменный дал интервью нескольким игровым журналам, в частности, журналу «Навигатор игрового мира». Примерно тогда же был заключён контракт с издателем — компанией «Бука»,.
В июне 1998 года вышла неинтерактивная демоверсия игры. Помимо описательной информации, в эту демоверсию входил десяток анимированных сцен из игры. Релиз «Петьки и Василия Ивановича» был намечен на 3-й квартал 1998 года.
В конечном счёте, игра «Петька и Василий Иванович спасают галактику» появилась на прилавках в начале ноября 1998 года. У студии SBG (сменившей своё название на S.K.I.F.) на разработку игры ушло два с половиной года — на год больше, чем планировалось изначально. Сразу после выхода «Петька» стал прорывом во многих отношениях. Во-первых, «Петька» — первая в России игра, выпущенная на трёх компакт-дисках. Во-вторых, игра стала одной из первых, выпущенных в коробках «jewel-box». Это позволило удешевить производство копий и увеличить тираж (хотя коллекционные издания также были выпущены). В-третьих, «Петька и Василий Иванович спасают галактику» явилась одной из родоначальниц жанра «русский квест», к которому принадлежали выпущенные ранее «Братья Пилоты: По следам полосатого слона», «ГЭГ: Отвязное приключение» и другие.
11 сентября 2014 года игра вышла для ОС Android. Издателем снова выступила компания БУКА, а портированием игры занималась компания Eltechs. Игра распространяется по условно-бесплатной модели.

## Оценки
| Русскоязычные издания | Русскоязычные издания |
| Издание               | Оценка                |
| --------------------- | --------------------- |
| «Игромания»           | 8,9/10                |

## «Перезагрузка»
18 февраля 2016 года в Steam было выпущено переиздание игры, доработанное для современных версий операционной системы Windows и широкоформатных мониторов. В новой версии, помимо классической, была добавлена унитарная курсорная система (см. ниже), интегрирована система достижений, а также улучшены в качестве/переозвучены сами реплики главных героев и дорисованы скрины всех локаций. В одной из игровых локаций появился портрет президента Российской Федерации Владимира Путина в образе российского императора. На момент выхода оригинальной игры Владимир Путин занимал пост директора ФСБ. С выходом патча версии 1.1 была добавлена поддержка геймпада.
В дальнейшем было выпущено DLC, которое включало в себя вторую часть игры, артбук и видео дневник разработчиков  Архивная копия от 22 декабря 2019 на Wayback Machine.